# Hyloxalus breviquartus
Hyloxalus breviquartus – gatunek południowoamerykańskiego płaza bezogonowego z rodziny drzewołazowatych (Dendrobatidae).

## Występowanie
Stworzenie to spotkać można w zachodniej i południowo-zachodniej Kolumbii oraz w północnym Ekwadorze (w prowincji Carchi). Występuje w przedziale wysokości 600–900 m n.p.m. w Ekwadorze, zaś w Kolumbii 1700–1800 m n.p.m. (według jednego ze źródeł – do 2265 m n.p.m.).
W Kolumbii gatunek można spotkać na ziemi w tropikalnych wilgotnych lasach górskich, obok strumieni. W Ekwadorze występuje w bardzo wilgotnych lasach podgórskich. Rozwój larwalny zapewne odbywa się w strumieniach.

## Status zagrożenia
W Czerwonej księdze gatunków zagrożonych IUCN Hyloxalus breviquartus od 2019 roku klasyfikowany jest jako gatunek najmniejszej troski (LC, ang. Least Concern); wcześniej, od 2004 roku uznawano go za gatunek niedostatecznie rozpoznany (DD, ang. Data Deficient).
Jest to gatunek bardzo rzadko spotykany, a jego liczebność prawdopodobnie spada. Do głównych zagrożeń dla gatunku zalicza się: wylesianie na skutek rozwoju rolnictwa i osadnictwa ludzkiego, nielegalnych upraw i pozyskiwania drewna, także introdukcja obcych ryb drapieżnych do strumieni czy zanieczyszczenia powstałe w wyniku oprysków nielegalnych upraw. Możliwym zagrożeniem w przyszłości jest grzybicza choroba – chytridiomikoza.